# Xu Si
Xu Si (徐思S, Xú ShìP; Jiexi, 24 gennaio 1998) è un giocatore di snooker cinese.

## Carriera

### 2013-2015
Xu Si esordisce in un torneo professionistico nel terzo evento dell'Asian Tour 2013-2014, all'età di 15 anni, perdendo il match di primo turno contro Ben Woollaston, per 4-0. Nel quarto evento, il cinese riesce a battere Li Yan, accedendo al secondo turno, dove viene sconfitto da Fang Xiongman. Nel 2014 viene invitato al turno delle wildcard dello Shanghai Masters, in cui subisce un cappotto da parte di Ryan Day. Successivamente, Xu avanza fino ai sedicesimi del secondo evento dell'Asian Tour 2014-2015, nel quale si rende protagonista eliminando i più esperti Andrew Pagett e Noppon Saengkham, entrambi 4-3, prima di essere eliminato da Jimmy Robertson, con il punteggio di 4-1.

### 2015-2017
Dopo aver disputato un solo match nella stagione 2015-2016, Xu partecipa al turno delle wildcard in diverse occasioni, nel 2016-2017. Al World Open riesce ad accedere al tabellone principale, a seguito della vittoria sull'ex finalista al Masters James Wattana, ma perde ai trentaduesimi contro Daniel Wells. Ad agosto si laurea campione del mondo Under-21, dopo aver sconfitto Alexander Ursenbacher nella finale dell'evento, guadagnandosi, inoltre, un posto tra i professionisti per le stagioni 2017-2018 e 2018-2019. All'International Championship batte il 3 volte campione del mondo Mark Williams, al primo turno, per 6-5, venendo poi sconfitto da Wattana. Al termine della stagione gli viene concesso di partecipare alle qualificazioni al Campionato mondiale, dove il cinese esce sconfitto da Rod Lawler.

### Stagione 2017-2018
Nella sua annata d'esordio ufficiale, Xu esordisce mancando la qualificazione al Riga Masters e al World Open, mentre al Paul Hunter Classic viene battuto al primo turno da Robert James. Dopo aver sconfitto Michael Georgiou, il cinese approda al tabellone principale dell'Indian Open, in cui riesce ad arrivare in semifinale, battuto solo dal futuro vincitore del titolo John Higgins, per 4-2. Allo UK Championship perde ai trentaduesimi contro Peter Lines, dopo che aveva battuto Mark Davis ai sessantaquattresimi. In seguito, raggiunge gli ottavi allo Scottish Open e i sedicesimi al Welsh Open.

### Stagione 2018-2019
Nel 2018-2019 Xu porta a casa solo due match, il primo turno dell'English Open e del Welsh Open, oltre che i Round di qualificazione del Riga Masters, del China Championship e del China Open. A stagione conclusa, il cinese deve iscriversi alla Q School, dato che esce dalla top 64 in classifica e, dopo aver vinto il primo evento, Xu rimane professionista.

### Stagione 2019-2020
Nella stagione 2019-2020, Xu esordisce ad ottobre all'English Open, in cui batte Matthew Stevens per 4-2, ma viene eliminato da un altro gallese, Dominic Dale. In seguito, si qualifica per il World Open, ma esce sempre al primo turno, così come al Northern Ireland Open, allo UK Championship, allo Scottish Open, al Welsh Open e allo Shoot-Out.

## Ranking
| Stagione  | Ranking iniziale | Ranking finale |
| --------- | ---------------- | -------------- |
| 2017-2018 | Non classificato | 91             |
| 2018-2019 | 70               | 77             |
| 2019-2020 | Non classificato |                |